# ایستگاه راه‌آهن تقاطع واتفورد
ایستگاه راه‌آهن تقاطع واتفورد یک ایستگاه از خط بیکرلو و از خطوط متروی لندن است که در منطقه واتفورد قرار دارد و در ۵ مه ۱۸۵۸ افتتاح شده‌است.

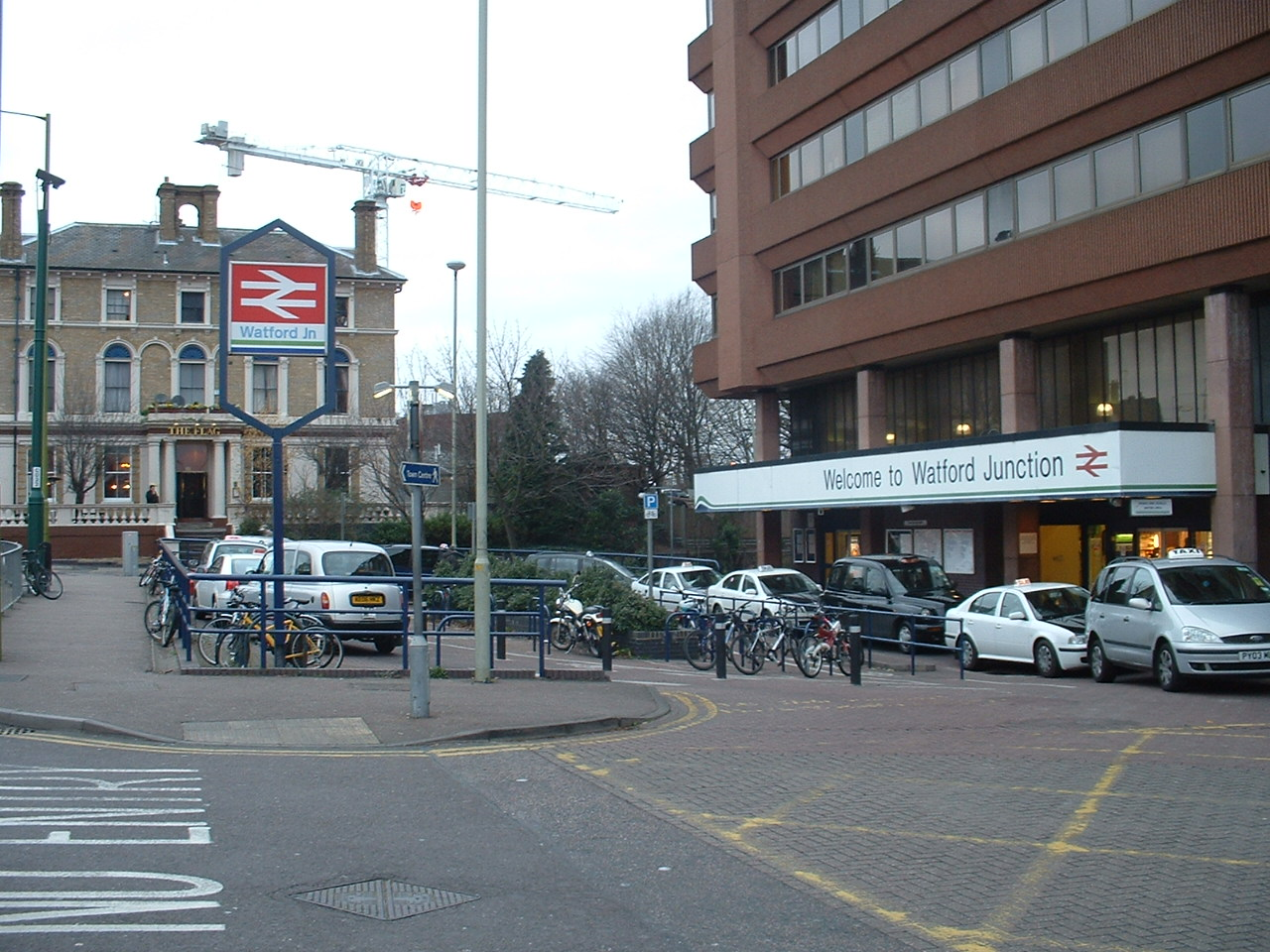